# Paul Gruselin
Paul Gruselin, né à Beyne-Heusay le 11 juillet 1901, mort à Esneux le 2 juin 1985 , est un homme politique belge du POB et un militant wallon.
Docteur en droit, il prit à cœur les intérêts des mineurs. Il devint député du POB puis du PSB et représenta l'Arrondissement administratif de Liège. Il fut également bourgmestre de Liège de 1945 à 1958. Il prit part en 1950 à la tentative de Gouvernement wallon séparatiste, mettant l'hôtel de Ville de Liège à la disposition de la réunion des États Généraux de Wallonie.